# Condado de Macomb
O Condado de Macomb (em inglês:  Macomb County) é um dos 88 condados do estado americano do Michigan. A sede do condado é Mount Clemens e sua maior cidade é Warren. Foi fundado em 15 de janeiro de 1818.
O condado possui uma área de 1 478 km², dos quais 1 241 km² estão cobertos por terra e 237 km² por água, uma população de 840 978 habitantes, e uma densidade populacional de 677,6 hab/km² (segundo o censo nacional de 2010). É o terceiro condado mais populoso do Michigan.